# Liste des sommets du Japon par altitude
Cette liste présente les montagnes les plus élevées du Japon classées par altitude.

## Montagnes de plus de3 000 mètres

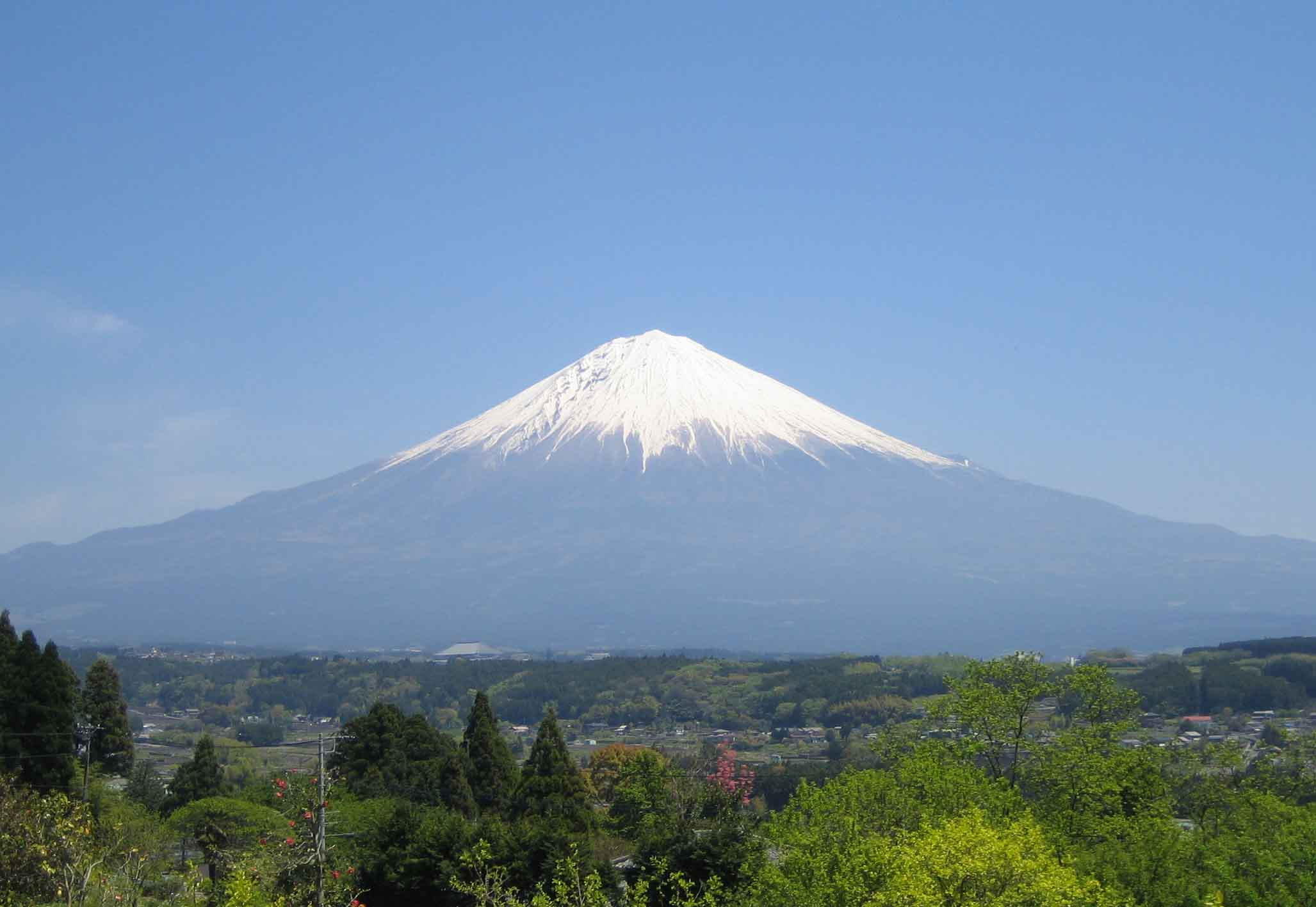
Le mont Fuji, mont le plus élevé au Japon

- Mont Fuji, 3 776 m
- Mont Kita, 3 193 m
- Mont Okuhotaka, 3 190 m
- Mont Aino, 3 189 m
- Mont Yari, 3 180 m
- Mont Warusawa, 3 141 m
- Mont Akaishi, 3 120 m
- Mont Kitahotaka, 3 106 m
- Mont Obami, 3 101 m
- Mont Maehotaka, 3 090 m
- Mont Naka, 3 084 m
- Mont Arakawa-Naka, 3 084 m
- Mont Ontake, 3 067 m
- Mont Nōtori, 3 026 m
- Mont Shiomi, 3 047 m
- Mont Minami, 3 033 m
- Mont Senjō, 3 033 m
- Mont Norikura, 3 026 m
- Mont Tate, 3 015 m
- Mont Hijiri, 3 013 m

## Montagnes de plus de2 500 mètres
- Mont Tsurugi (Tsurugi-dake), 2 999 m
- Mont Suishō, 2 986 m
- Mont Kaikoma, 2 967 m
- Mont Kisokoma, 2 956 m
- Mont Shirouma, 2 932 m
- Mont Yakushi, 2 926 m
- Mont Washiba, 2 924 m
- Mont Aka (Yatsugatake), 2 899 m
- Mont Kasa, 2 897 m
- Mont Kashimayari, 2 889 m
- Mont Utsugi, 2 864 m
- Mont Jōnen, 2 857 m
- Mont Sannosawa, 2 846 m
- Mont Minamikoma, 2 841 m
- Mont Kannon (Hōō-zan), 2 840 m
- Mont Kurobegorō, 2 840 m
- Mont Yoko, 2 829 m
- Mont Goryū, 2 814 m
- Mont Akanagi, 2 798 m
- Mont Yakushi (Hōō-zan), 2 780 m
- Mont Korenge, 2 766 m
- Mont Jizō (Hōō-zan), 2 764 m
- Mont Tsubakuro, 2 763 m
- Mont Iō (Yatsugatake), 2 760 m
- Mont Gongen, 2 715 m
- Mont Haku, 2 702 m
- Mont Nokogiri (Akaishi), 2 685 m
- Mont Tengu, 2 646 m
- Mont Neishi, 2 603 m
- Mont Kinpu, 2 599 m
- Mont Yumiori, 2 592 m
- Mont Tekari, 2 591 m
- Mont Nikkō-Shirane, 2 578 m
- Mont Asama, 2 568 m
- Mont Tateshina, 2 533 m
- Mont Amigasa, 2 524 m

## Montagnes de plus de2 000 mètres
- Mont Nantai, 2 486 m
- Mont Nyohō, 2 483 m
- Mont Sanpo, 2 483 m
- Mont Yoko (Yatsugatake septentrional), 2 480 m
- Mont Hiuchi, 2 462 m
- Mont Myōkō, 2 454 m
- Mont Ogawa, 2 418 m
- Mont Bessan, 2 399 m
- Mont Nishi, 2 398 m
- Hiuchigatake, 2 356 m
- Mont Azumaya, 2 354 m
- Mont Nyū, 2 352 m
- Mont Asahi, 2 290 m
- Mont Hokuchin, 2 244 m
- Mont Chōkai, 2 236 m
- Mont Hakuun, 2 230 m
- Mont Shibutsu, 2 228 m
- Mont Kuma, 2 210 m
- Mont Pippu, 2 197 m
- Mont Ena, 2 191 m
- Mont Mamiya, 2 185 m
- Mont Kusatsu-Shirane, 2 171 m
- Mont Koizumi, 2 158 m
- Mont Hokkai, 2 149 m
- Mont Naeba, 2 145 m
- Mont Naeba, 2 144 m
- Mont Nokogiri (Hokkaidō), 2 142 m
- Mont Tomuraushi, 2 141 m
- Mont Matsuda, 2 136 m
- Mont Sannomine, 2 128 m
- Mont Ryōun, 2 125 m
- Mont Naka, 2 113 m
- Mont Ogura, 2 112 m
- Mont Aibetsu, 2 112 m
- Mont Sannomine, 2 095 m
- Mont Aka (Daisetsuzan), 2 078 m
- Mont Tokachi, 2 077 m
- Mont Eboshi, 2 072 m
- Mont Daibosatsu, 2 057 m
- Mont Poroshiri, 2 053 m
- Mont Biei, 2 052 m
- Mont Iwate, 2 038 m
- Mont Goshiki, 2 038 m
- Mont Nishiazuma, 2 035 m
- Mont Midori, 2 020 m
- Mont Kumotori, 2 017 m
- Mont Nipesotsu, 2 013 m
- Mont Oputateshike, 2 012 m
- Mont Akanagi (Tochigi), 2 010 m
- Mont Echigo-Komagatake, 2 003 m

## Montagnes de plus de1 500 mètres
- Mont Kuro, 1 984 m
- Mont Gassan, 1 984 m
- Mont Ishizuchi, 1 982 m
- Mont Kamuiekuuchikaushi, 1 979 m
- Mont Nagayama, 1 978 m
- Mont Tanigawa, 1 977 m
- Mont Higashiazuma, 1 975 m
- Mont Ishikari, 1 967 m
- Mont Kenashi, 1 964 m
- Mont Chūbetsu, 1 963 m
- Mont Tottabetsu, 1 959 m
- Mont Tsurugi (Tokushima), 1 955 m
- Mont Issaikyō, 1 949 m
- Mont Keigetsu, 1 938 m
- Mont Miyanoura, 1 936 m
- Mont Otofuke, 1 932 m
- Mont Nakaazuma, 1 931 m
- Mont Kirigamine, 1 925 m
- Mont Kamihorokamettoku, 1 920 m
- Mont Iizuna, 1 917 m
- Mont Nasu, 1 917 m
- Mont Pipairo, 1 916 m
- Mont Hakkyō, 1 915 m
- Mont Furano, 1 912 m
- Mont Kitatottabetsu, 1 912 m
- Mont Esaoman-Tottabetsu, 1 902 m
- Mont Yōtei, 1 898 m
- Mont Satsunai, 1 895 m
- Mont Miune, 1 893 m
- Biei Fuji, 1 888 m
- Mont Chiroro, 1 880 m
- Mont Bebetsu, 1 860 m
- Mont Tokachiporoshiri, 1 846 m
- Sommet non nommé, 1 842 m
- Mont Oizuru, 1 841 m
- Mont Zaō, 1 841 m
- Mont Upepesanke, 1 836 m
- Mont Akagi, 1 828 m
- Mont Ōgasa, 1 822 m
- Mont Bandai, 1 819 m
- Mont Nukabira, 1 808 m
- Mont Ōsasa, 1 807 m
- Mont Denjō, 1 800 m
- Mont Shakka, 1 800 m
- Mont Namewakka, 1 799 m
- Mont Nodanishōji, 1 797 m
- Mont Yaoromappu, 1 794 m
- Mont Fushimi, 1 792 m
- Mont Nakadake, 1 791 m
- Mont Kamui (Niikappu-Kasai), 1 756 m
- Mont Sobo, 1 756 m
- Mont Yuniishikari, 1 756 m
- Mont Memuro, 1 754 m
- Mont Idonmappu, 1 752 m
- Mont Penkenūshi, 1 750 m
- Mont Pankenūshi, 1 746 m
- Mont Rubeshibe, 1 740 m
- Kunimi-dake, 1 739 m
- Mont Petegari, 1 736 m
- Mont Sanpōiwa, 1 736 m
- Mont Oshiki, 1 731 m
- Daisen, 1 729 m
- Mont Rubetsune, 1 727 m
- Mont Ashibetsu, 1 726 m
- Mont Koikakushusatsunai, 1 721 m
- Mont Rishiri, 1 721 m
- Mont Dainichi, 1 709 m
- Mont Azuma-kofuji, 1 705 m
- Mont Karakuni, 1 700 m
- Mont Ōdaigahara, 1 695 m
- Mont Maru, 1 692 m
- Mont Hiru, 1 673 m
- Mont Yūbari, 1 668 m
- Mont Rausu, 1 661 m
- Pirika Nupuri, 1 631 m
- Mont Shikashinai, 1 628 m
- Mont Shibichari, 1 627 m
- Mont Iwaki, 1 626 m
- Mont Soematsu, 1 625 m
- Mont Nōgōhaku, 1 617 m
- Mont Mikuni (Gifu), 1 611 m
- Mont Kamui (Urakawa-Hiroo), 1 600 m
- Mont Aso, 1 592 m
- Mont Piratokomi, 1 588 m
- Mont Yufu, 1 583 m
- Mont Tanzawa, 1 567 m
- Mont Sashirui, 1 564 m
- Mont Kasatori, 1 562 m
- Mont Iō (Shiretoko), 1 562 m
- Mont Teshio, 1 558 m
- Mont Shari, 1 547 m
- Mont Mikuni (Hokkaidō), 1 541 m
- Mont Pekerebetsu, 1 532 m
- Mont Kurai, 1 529 m
- Mont Nakano, 1 519 m
- Mont Hyōno, 1 510 m
- Mont Inamura, 1 506 m
- Mont Numanohara, 1 506 m

## Montagnes de plus de1 000 mètres
- Mont Meakan, 1 499 m
- Mont Iwanai, 1 498 m
- Mont Toyoni, 1 493 m
- Mont Shunbetsu, 1 492 m
- Mont Shokanbetsu, 1 492 m
- Mont Tō, 1 491 m
- Mont Unzen, 1 486 m
- Mont Tomuraushi (Hidaka), 1 477 m
- Mont Rakko, 1 472 m
- Mont Minami, 1 459 m
- Mont Tokachi (Hidaka), 1 457 m
- Mont Moriyoshi, 1 454 m
- Mont Hachimori, 1 453 m
- Mont Haruna, 1 449 m
- Mont Chitokaniushi, 1 446 m
- Mont Heike, 1 742 m
- Mont Ōtenjō, 1 439 m
- Mont Futamata, 1 438 m
- Mont Myōjin, 1 432 m
- Mont Saru, 1 422 m
- Mont Shinmoe, 1 421 m
- Mont Hinokizuka Okumine, 1 420 m
- Mont Unabetsu, 1 419 m
- Mont Kunimi (Daikō), 1 419 m
- Mont Chausu, 1 415 m
- Mont Kyusan, 1 412 m
- Mont Azami, 1 406 m
- Mont Amagi, 1 406 m
- Mont Ponyaoromappu, 1 406 m
- Mont Nekomadake, 1 404 m
- Mont Kinomatadainichi, 1 396 m
- Mont Omusha, 1 379 m
- Mont Ibuki, 1 377 m
- Mont Tsurumi, 1 374 m
- Mont Gomadan, 1 372 m
- Mont Oakan, 1 370 m
- Mont Nishikawa, 1 362 m
- Mont Mimuro, 1 358 m
- Mont Koma (Hakone), 1 357 m
- Mont Byōbu, 1 354 m
- Mont Nozuka, 1 353 m
- Mont Goyō, 1 351 m
- Mont Rutori, 1 350 m
- Mont Osorakan, 1 346 m
- Mont Okutoppu, 1 346 m
- Mont Shōkotsu, 1 345 m
- Mont Ushiro, 1 345 m
- Pic Nakano, 1 341 m
- Mont Shindainichi, 1 340 m
- Mont Kanmuri (Hiroshima), 1 339 m
- Mont Jakuchi, 1 337 m
- Mont Kamitaki, 1 331 m
- Mont Onnebetsu, 1 330 m
- Mont Karifuri, 1 323 m
- Mont Horohoro, 1 322 m
- Mont Eniwa, 1 320 m
- Mont Kanakuso, 1 317 m
- Mont Beppirigai, 1 308 m
- Kitami Fuji, 1 306 m
- Mont Hiba (Hiroshima), 1 299 m
- Mont Dōgo, 1 268 m
- Mont Kanmuri (Gifu), 1 257 m
- Mont Nagi, 1 255 m
- Mont Shiretoko, 1 254 m
- Mont Ōyama, 1 252 m
- Mont Takami, 1 248 m
- Mont Tomamu, 1 239 m
- Mont Shisuniwa, 1 236 m
- Mont Kaitsuki, 1 234 m
- Mont Hiroo, 1 231 m
- Mont Shaka, 1 230 m
- Mont Mekunnai, 1 220 m
- Mont Bunagatake, 1 214 m
- Mont Ashigara, 1 212 m
- Mont Gozaisho, 1 212 m
- Mont Raiden, 1 211 m
- Mont Tsurugi (Hokkaidō), 1 205 m
- Mont Sannotō, 1 205 m
- Mont Sanshū, 1 202 m
- Mont Gyōja, 1 180 m
- Mont Kumami, 1 175 m
- Mont Pirigai, 1 167 m
- Mont Mikuni (Gifu), 1 162 m
- Mont Ninotō, 1 144 m
- Mont Sentsū, 1 142 m
- Mont Uenshiri, 1 142 m
- Mont Onigajo, 1 142 m
- Mont Karasuo, 1 136 m
- Mont Myōken, 1 135 m
- Hokkaidō Komagatake, 1 131 m
- Mont Hako, 1 129 m
- Mont Kongō, 1 125 m
- Mont Kunimi, 1 123 m
- Sakurajima, 1 117 m
- Mont Toyoni (Erimo), 1 105 m
- Mont Fuppushi, 1 103 m
- Mont Pinneshiri, 1 100 m
- Mont Odasshu, 1 098 m
- Mont Obihiro, 1 089 m
- Mont Tara, 1 076 m
- Mont Samakke Nupuri, 1 062 m
- Mont Shibetsu, 1 061 m
- Mont Ryūō, 1 060 m
- Mont Sahoro, 1 059 m
- Mont Sefuri, 1 055 m
- Mont Fure, 1 046 m
- Mont Tarumae, 1 041 m
- Mont Pisshiri, 1 031 m
- Mont Pisenai, 1 027 m
- Mont Yamizo, 1 022 m
- Mont Uchiichi, 1 022 m
- Mont Santō, 1 009 m
- Mont Hōbutsu, 1 005 m
- Mont Sen, 1 005 m
- Mont Machine, 1 002 m

## Montagnes de moins de1 000 mètres
Comme la définition généralement acceptée d'une montagne (par rapport à une « colline ») est de 1 000 m d'altitude et de 500 m de proéminence[réf. nécessaire], la liste suivante est fournie pour information.
- Mont Piyashiri, 987 m
- Mont Ahoro, 977 m
- Otake, 979 m
- Mont Minako, 972 m
- Mont Yamato Katsuragi, 959 m
- Pinneshiri, 958 m
- Mont Kamuishiri, 947 m
- Mont Kasagata, 939 m
- Mont Naka Katsuragi, 938 m
- Mont Kannon, 932 m
- Mont Rokkō, 931 m
- Mont Mitake (Tokyo), 929 m
- Mont Atago, 924 m
- Mont Kaimon, 924 m
- Mont Ikeda, 924 m
- Mont Minami Katsuragi, 922 m
- Mont Seppiko, 915 m
- Mont Okishimappu, 895 m
- Mont Tsukuba, 877 m
- Mont Hakamagoshi, 872 m
- Mont Monbetsu, 866 m
- Mont Yōrō, 860 m
- Mont Izumi Katsuragi, 858 m
- Mont Kamui (lac Mashū), 857 m
- Hachijo-fuji, 854 m
- Mont Hiei, 848 m
- Mont Rusha, 848 m
- Mont Noro, 839 m
- Mont Amida, 837 m
- Mont Apoi, 811 m
- Mont Mitake (Hyōgo), 793 m
- Mont Miyama, 790 m
- Mont Hongū, 789 m
- Mont Kenpi, 784 m
- Mont Mihara, 758 m
- Mont Ruchishi, 754 m
- Mont Usu, 733 m
- Mont Nishiga, 727 m
- Mont Yoko (Hidaka), 725 m
- Mont Shirakami, 721 m
- Mont Taka, 721 m
- Mont Yajūrō, 715 m
- Mont Kaba, 709 m
- Mont Iō (Iō-jima), 704 m
- Mont Mikuni (Gifu), 701 m
- Mont Maya, 699 m
- Mont Yuwan, 694 m
- Mont Maru (Esan), 692 m
- Mont Nagamine, 688 m
- Mont Matsuo, 687 m
- Mont Tengu, 666 m
- Mont Tappukoppu, 661 m
- Mont Hachimen, 659 m
- Mont Ōfuna, 653 m
- Mont Yatate, 649 m
- Mont Ikoma, 642 m
- Mont E, 618 m
- Mont Takao, 599 m
- Mont Chigogabaka, 596 m
- Mont Taishaku, 586 m
- Mont Kurama, 584 m
- Mont Iwahara, 573 m
- Mont Omoto, 526 m
- Mont Tanjō, 514 m
- Mont Haku (Hyōgo), 510 m
- Mont Iō (Akan), 508 m
- Mont Morappu, 507 m
- Mont Yohana, 503 m
- Mont Rebun, 490 m
- Mont Iwakura, 488 m
- Mont Nakayama, 478 m
- Mont Miwa, 467 m
- Mont Yae, 453 m
- Mont Mikami, 430 m
- Mont Katsuma, 428 m
- Mont Dodo, 418 m
- Mont Atago (Chiba), 408 m
- Shōwa-shinzan, 398 m
- Mont Onna, 363 m
- Mont Wakakusa, 342 m
- Mont Hakodate, 334 m
- Mont Inasa, 333 m
- Mont Hiba (Shimane), 331 m
- Mont Nokogiri (Chiba), 330 m
- Mont Kinka, 329 m
- Mont Kabuto, 309 m
- Mont Asahi (Ishikari), 295 m
- Mont Hyakujō, 292 m
- Mont Bizan, 280 m
- Mont Daimaru, 271 m
- Mont Ishikawa, 204 m
- Mont Suribachi, 166 m
- Mont Maru (Hiroo), 117 m
- Mont Komaki, 86 m

## Source de la traduction
- (en) Cet article est partiellement ou en totalité issu de l’article de Wikipédia en anglais intitulé « List of mountains and hills of Japan by height » (voir la liste des auteurs).